# 로맨스 파파 (드라마)
《로맨스 파파》는 2007년 1월 6일에 MBC에서 방영한 베스트극장이다.

## 등장 인물

### 주요 인물
- 김대원 : 이리나 역 - 순정만화가
- 유주희 : 영주 역 - 작화가
- 이영유 : 한결 역 - 이리나의 큰딸
- 차준환 : 하늘 역 - 이리나의 막내아들

### 주변 인물
- 윤문식
- 김명희
- 김양우
- 정상훈

### 그 외 인물
- 김흥수
- 서윤석
- 이혜인

### 우정출연
- 김예령